# Johannes Beutner

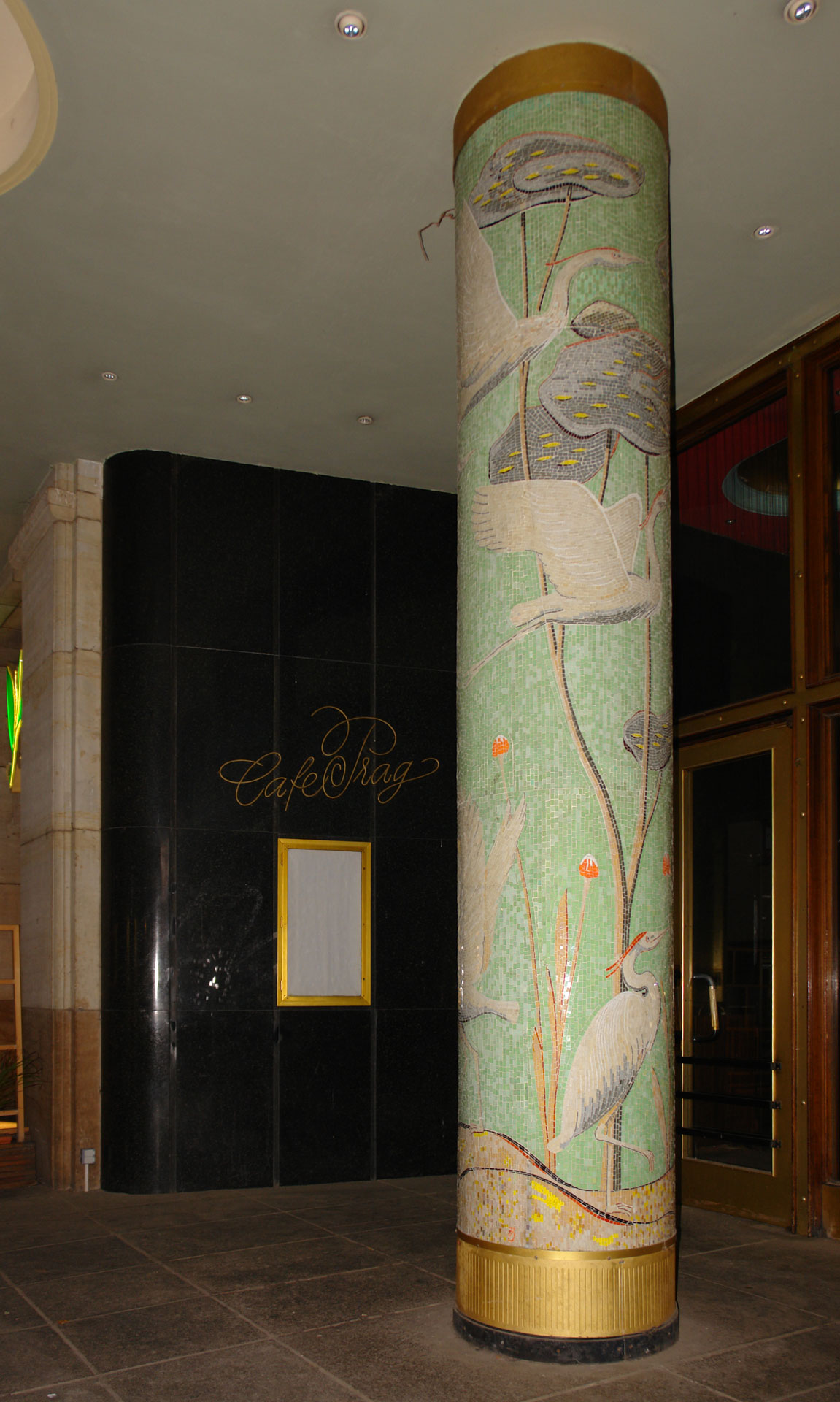
Glasmosaiksäule am Café Prag in Dresden

Johannes Beutner (* 6. Mai 1890 in Cunnersdorf, Sächsische Schweiz; † 18. Juli 1960 in Loschwitz) war ein deutscher Maler und Graphiker.

## Leben
Johannes Beutner wurde 1890 in Cunnersdorf bei Hohnstein geboren. Seine Kindheit verlebte er in Rochwitz. Von 1905 bis 1906 studierte er an der Dresdner Kunstakademie. Seine Lehrer waren unter anderem Johannes Raphael Wehle und Robert Sterl. Es folgte bis 1909 eine Lehre als Chemigraf für Autotypie und Farbätzung. Nach einem erneuten Studium an der Dresdner Kunstakademie von 1920 bis 1924, diesmal unter anderem bei Otto Hettner und als Meisterschüler bei Ludwig von Hofmann, war Beutner freischaffend tätig. Ab 1931 war er Mitglied der Künstlergruppe „Die aufrechten Sieben“ und von 1932 bis 1934 der Dresdner Sezession 1932, an deren erster Ausstellung er 1932 teilnahm. Er gilt als konservativer Maler. Er schuf vorwiegend Frauenbildnisse. 
In der Zeit des Nationalsozialismus war Beutner Mitglied der Reichskammer der bildenden Künste. Er war u. a. 1939, 1940, 1942 und 1943 auf den Großen Deutschen Kunstausstellungen in München mit Tafelbildern vertreten, die thematisch und stilistisch ganz dem Nazi-Kunstgeschmack entsprachen. Das 1939 ausgestellte Bild „Erwachen“ wurde von Joachim von Ribbentrop erworben, das 1940 gezeigte Bild „Die Reinheit“ von der NSDAP-Gauleitung Sachsen.

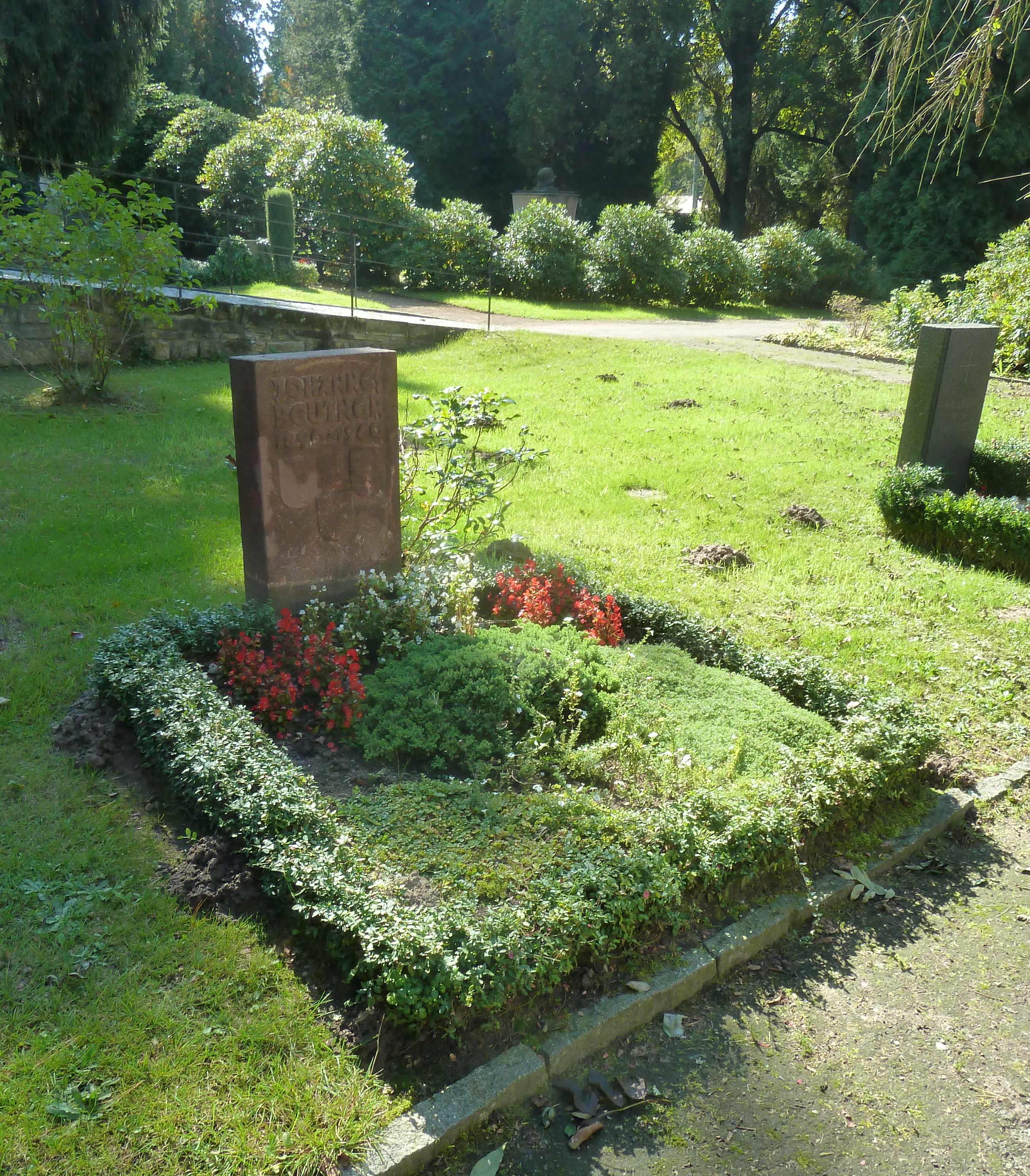
Beutners Grab auf dem Loschwitzer Friedhof

Nach der Bombardierung Dresdens, bei der ein Großteil seiner Werke verloren ging, zog Beutner nach Loschwitz in die Robert-Diez-Straße 12. 
Beutner war Mitglied des Verbands Bildender Künstler der DDR und bis zu seinem Tod freischaffend als Maler und Grafiker tätig. 
Er war in erster Ehe mit Elisabeth Müller und in zweiter Ehe mit seinem langjährigen Modell Hilde Franke verheiratet. Im Dezember 1941 wurde sein Sohn Wolfgang († 2006) in Nossen geboren. 1943 sein Sohn Ernst. Beutners Grab befindet sich in Dresden auf dem Loschwitzer Friedhof.

## Werke (Auswahl)

### Tafelbilder
- Waldpark (Öl, 1928; Lindenau-Museums Altenburg/Thüringen)[4]
- Sitzendes Mädchen (Öl; 1930 auf der Ausstellung „Dresdner Kunst 1930“)[5]
- Schaufensterpuppe (Öl, 1932; Dresdener Galerie Neue Meister)[6]
- Reifezeit (Öl, 1941)
- Junges Mädchen (Öl; 1945/1946 ausgestellt in der Ausstellung „Freie Künstler“)[7]
- Die beiden Söhne des Künstlers (Öl, 1947; Gemäldegalerie Neue Meister)[4]
- Bildnis Professor Carl Rade (Öl, 1948)
- Loschwitzer Brücke (Öl, 1948)
- Stillleben (Öl, 1949; ausgestellt 1949 auf der Zweiten Deutschen Kunstausstellung)[8]
- Alte Krankenschwester (Öl, 1950; ausgestellt 1953 auf der Dritten Deutschen Kunstausstellung)[9]
- Bildnis des Verlegers Erhard Bunkowski (Öl, 1951)[10]

### Baugebundene Werke
- Chemiker (Sgraffito, 1955, Studentenwohnheim Zellescher Weg 14d in Dresden)

## Ausstellungen (unvollständig)

### Einzelausstellungen
- 1983 Ravensburg, Galerie Döbele

- 2009 Pirna, Stadtmuseum
- 2021 Dresden, Bürgerzentrum Waldschänke Hellerau

### Ausstellungsbeteiligungen
- 1930: Dresden, Brühlsche Terrasse („Dresdner Kunst 1930“)
- 1945/1946: Dresden, Freie Künstler. Ausstellung Nr. 1

- 1946, 1949 und 1953: Dresden, Allgemeine Deutsche Kunstausstellung und 2. und Dritte Deutsche Kunstausstellung
- 1951/1952: Berlin, Museumsbau am Kupfergraben („Künstler schaffen für den Frieden“)
- 1958: Berlin, Jahresausstellung der Akademie der Künste
- 1976: Dresden, Albertinum („200 Jahre Malerei in Dresden“)
- 1988: Dresden, Neue Dresdner Galerie („Begegnung I. Dresdner Künstler in Ausstellungen 1945-1949“)